# 115058 Tassantal
115058 Tassantal este un asteroid din centura principală de asteroizi.

## Descriere
115058 Tassantal este un asteroid din centura principală de asteroizi. A fost descoperit pe 4 septembrie 2003 la Piszkesteto de Krisztián Sárneczky și Brigitta Sipőcz. Asteroidul prezintă o orbită caracterizată de o semiaxă mare de 2,36 ua, o excentricitate de 0,09 și o înclinație de 5,7° în raport cu ecliptica.